# Galeria Mário Sequeira
A Galeria Mário Sequeira é uma galeria de arte situada na freguesia de Parada de Tibães, em Braga, numa casa de quinta construída no final do século XIX. Contém três espaços expositivos, tendo o principal edifício sido projetado por Carvalho Araújo.